# Hans-Ludwig Ewert

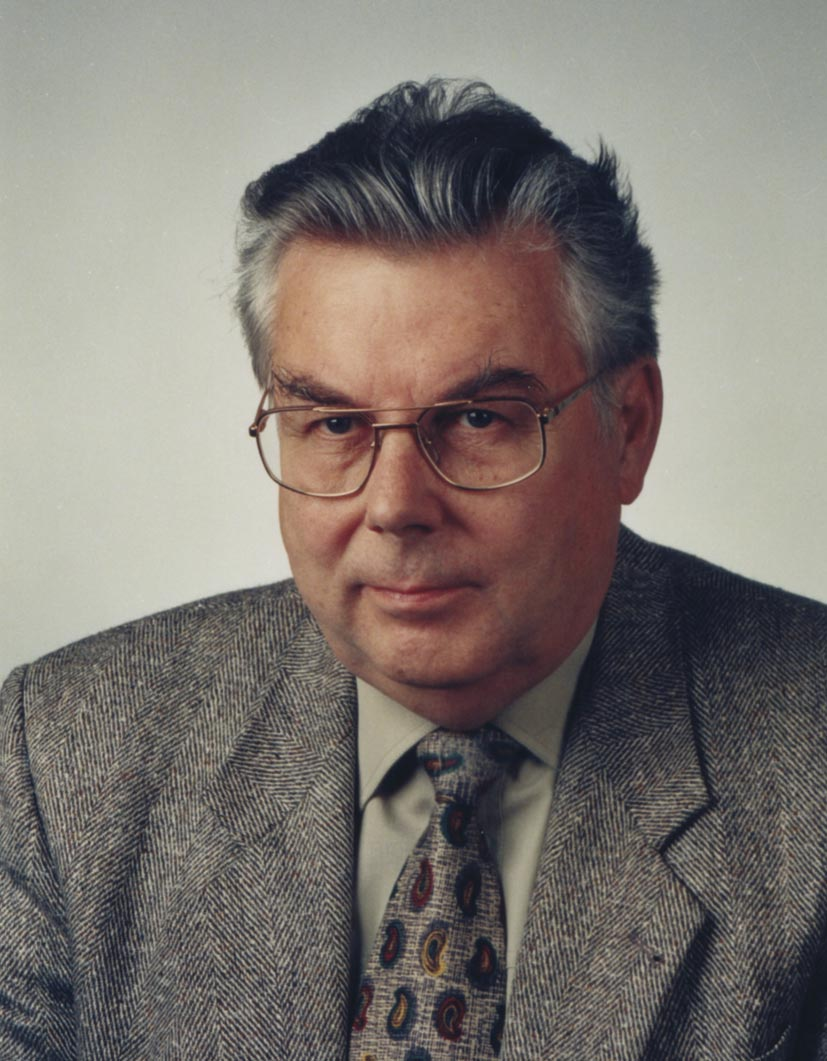
Hans-Ludwig Ewert

Hans-Ludwig Ewert (* 25. März 1930 in Elmenhorst, Provinz Pommern; † 24. August 2012 in Dresden) war ein deutscher Geodät und Kartograf.

## Leben

### Herkunft und Ausbildung
Seine Eltern, Ernst Ewert (1908–1977) und Käthe Ewert geb. Schuldt (1909–1985) waren landlos und lebten bis 1948 als Einmieter teils in Elmenhorst, teils im benachbarten Zarrendorf. Zunächst besuchte er vier Jahre die zweiklassige Volksschule in Zarrendorf und anschließend von 1939 bis 1944 die gleichstrukturierte Schule in seinem Geburtsort. Ein weiterführender Besuch der Mittel- oder Oberschule war ihm aus finanziellen Gründen nicht beschieden. Dafür sollte er auf Vorschlag seines Lehrers selbst Lehrer werden. So erlebte er das letzte Kriegsjahr auf der Lehrerbildungsanstalt in Gartz (Oder). Dort überstand er als Vierzehnjähriger die Kriegseinsätze und gelangte, als Hilfssoldat von Greifenhagen nach Bansin (Usedom) verlegt, noch vor Kriegsende im April 1945 nach Hause.
Erste berufliche Tätigkeiten des Fünfzehnjährigen waren die eines Land- und Waldarbeiters in der Heimatgemeinde. Eine Zufallsbekanntschaft in der Kreisstadt führte 1946 zur Anstellung als Vermessungspraktikant im Katasteramt Grimmen. Im Außendienst war er meist bei Vermessungen im Rahmen der Bodenreform tätig. Die Aufnahme in die Vorstudienanstalt der Ingenieurschule Wismar in Bad Kleinen 1948, noch vor Beendigung seiner Lehre, ermöglichte ein Studium an der neu eröffneten Staatlichen Ingenieurschule für Bauwesen in Neustrelitz. Die Ausbildung in der Fachrichtung Vermessung schloss er 1951 als Vermessungsingenieur ab.

### Laufbahn
Seine erste Anstellung fand Hans-Ludwig Ewert im Kreisvermessungsamt Rostock, von wo er in den Vermessungsdienst Nord in Schwerin wechselte.
Anfang 1953 erfolgte die Aufnahme in die Kasernierte Volkspolizei (KVP). Für den Unterleutnant tat sich mit dem Umbau der staatlichen Organisationsstrukturen in der DDR ein neues Arbeitsfeld als Leiter des Zentralen Kartenlagers des Ministeriums des Innern der DDR in Niederlehme bei Berlin auf. Von dort erfolgte 1954 der Wechsel nach Dresden an die Hochschule für Offiziere der KVP als Fachlehrer für Geodäsie und Topographie. Hier vollzog er auf der Grundlage älterer deutscher Literatur, moderner russischer Fachliteratur und eigener Erfahrungen eine Synthese des Ausbildungsstoffes, den er ergänzte, erweiterte und methodisch aufbereitete und so neues Lehrmaterial schuf. Dieses stand, zunächst als internes Material gedruckt, bald auch im Buchhandel zur Verfügung. Für das Lehrbuch Militärtopographie. Lehrbuch für Offiziere verfasste Ewert vier Kapitel und leitete das Autorenkollektiv. Das Buch fand mit seinen farbigen Kartenmustern der neuen topographischen Kartenwerke und seinen Erläuterungen Verbreitung im Land und  Beachtung in der Bundesrepublik.
Im Jahr 1956 zum Stabschef der neu aufgestellten Vermessungseinheit der Nationalen Volksarmee (NVA) in Pirna ernannt, erfolgte 1958 der Wechsel nach Strausberg ins Ministerium für Nationale Verteidigung (MfNV). In der Abteilung Militärtopographie des Hauptstabes der NVA war er zuständig für die militärtopographische Ausbildung sowie für die Organisation geodätischer, topographischer und photogrammetrischer Arbeiten. Dazu gehörte auch die Mitverantwortung an der Organisation der internationalen Zusammenarbeit der sozialistischen Länder im Vermessungs- und Kartenwesen. Dabei oblag ihm die Organisation der Konferenz der Staatlichen Geodätischen Dienste sozialistischer Länder 1960 in Dresden.
Hans-Ludwig Ewert wurde 1964 an die Militärakademie „Friedrich Engels“ (MAFE) in Dresden als Hochschullehrer (Fachlehrer, später Hauptfachlehrer) für topographisch-geodätische Sicherstellung berufen. Parallel dazu absolvierte er von 1964 bis 1969 ein Fernstudium an der TU Dresden in der Fachrichtung Geodäsie, dem 1971 die Promotion A zum ersten akademischen Titel Dr.-Ing. folgte. Mit der Erteilung der Lehrbefähigung (facultas docendi) für das Fachgebiet Militärwissenschaften begann die zwanzigjährige Zusammenarbeit mit der Fachrichtung Kartographie der TU Dresden, speziell mit Vorlesungen zu militärischen Aspekten in Geodäsie und Kartografie.
Im Jahr 1977 wurde er zum Hochschuldozenten und 1983 zum außerordentlichen Professor an der Militärakademie „Friedrich Engels“ berufen. Zur Mitgliedschaft im Zentralen Arbeitskreis für Geodäsie – Photogrammetrie – Kartographie im Forschungsrat der DDR (1959–1965) kamen die Berufung in den Wissenschaftlichen Rat der Militärakademie (1981–1990) sowie in den Rat der Sektion Geodäsie und Kartographie der TU Dresden (1985–1990); außerdem war er ständiger Gast in der Klasse für Geo- und Kosmoswissenschaften der Akademie der Wissenschaften der DDR (AdW) (1986–1990), Mitglied des Wissenschaftlichen Rates für Friedensforschung an der AdW (1988–1990) und Mitglied der Gesellschaft für Weltraumforschung und Raumfahrt der DDR (1988–1990). In dieser Zeit legte er seine Erkenntnisse insbesondere über „Gelände und modernes Militärwesen“ auch in Veröffentlichungen dar. Außerdem arbeitete Ewert an den Nachschlagewerken Militärlexikon (1971) und abc Kartenkunde (1983) mit.
1973 publizierte er Begründung und Definition des Begriffes Geländeinformation, verbreitert 1981. Speziell auf militärische Anforderungen ausgerichtet war seine dreiteilige Dissertation B. In der Gesamtheit streng vertraulich, trug er 1986 die theoretische Kernsubstanz im Plenum der AdW zu „Informatikaspekten in den Geowissenschaften“ vor. Diese grundlegenden Gedanken zu theoretischen und praktischen Aspekten zur Erfassung und Nutzung von Geländeinformationen führten in der DDR zur Integration von Geodäsie und Kartografie in die Geowissenschaften. Gesamtdeutsches Interesse fand Ewerts Aufsatz Das Gefechtsfeld der Landstreitkräfte.
Das  Wissen und seine theoretischen Arbeiten führten 1987 an der Militärakademie zu seiner Ernennung als Stellvertreter des Kommandeurs der Sektion Landstreitkräfte für Forschung. Mit Erreichen der Altersgrenze schied Hans-Ludwig Ewert 1990 als Oberst aus dem aktiven Dienst der NVA aus. Mit der bald darauf folgenden Auflösung der Militärakademie endeten auch alle seine Funktionen.
Inzwischen wurden im gesamtdeutschen Umfeld die auf frühen Werken der Kybernetik und der Informatik sowie der Modellierung komplizierter Systeme von Ewert und seinem Forschungsteam an der Militärakademie erarbeiteten und erprobten Systemlösungen zur Erfassung und Darstellung von Geländeinformationen anerkannt und mit mehr als zehnjährigem Abstand in den allgemeinen Erkenntnisstand eingebunden.
Persönlich wandte sich Ewert neuen Aufgaben in der Bauwirtschaft zu, wo er einige Jahre in leitenden Funktionen auf den Gebieten der Baufinanzierung sowie des Projektmanagements in einem größeren Architektur- und Ingenieurbüro tätig war. Nach Beendigung dieser Arbeit verstärkte er Mitte der 1990er-Jahre wieder seine wissenschaftlichen Kontakte mit dem Institut für Kartographie an der TU Dresden, um seine wissenschaftlichen Erkenntnisse für das Krisenmanagement bei Naturkatastrophen aufzuarbeiten.
Am 24. August 2012 verstarb Ewert. Die Beisetzung erfolgte am 3. September auf dem Trinitatisfriedhof in Dresden neben seiner ein Jahr zuvor verstorbenen Ehefrau.

### Akademische Würdigung (2005)
Anlässlich seines 75. Geburtstages erschienen ein Lebensbild in den Kartographischen Nachrichten, und ein diesem Anlass gewidmetes Kolloquium, publiziert als Band 33 der Kartographischen Bausteine des Instituts für Kartographie der TU Dresden zum Thema „Vom Militärischen zum Sicherheitsgeowesen“ mit dem Beitrag des Jubilars zu „Theoretischen und praktischen Aspekten der Bestimmung von digitalen Geländeinformationen“. In Aufarbeitung und Auswertung des dokumentierten Erkenntnisstandes entstand das von Gerhard L. Fasching redigierte und in der Schriftenreihe MILGEO des Instituts für Militärisches Geowesen des Österreichischen Bundesheeres erschienene  Werk „Militärisches Geowesen der DDR von den Anfängen bis zur Wiedervereinigung“. Ewert war auch an der Erarbeitung des 2. Bandes „Militärisches Geowesen der DDR, Leistungen und Produkte des Militärtopographischen Dienstes“ beteiligt.

### Auszeichnungen (Auswahl)
- 1973 Friedrich-Engels-Preis der DDR, dritter Klasse.
- 1981 Kampforden „Für Verdienste um Volk und Vaterland“ in Bronze;
- 1986 Friedrich-Engels-Preis der DDR, dritter Klasse, im Kollektiv;
- 1988 Verdienstmedaille der DDR;
- 1989 Friedrich-Engels-Preis der DDR, zweiter Klasse, im Kollektiv;[8]

## Veröffentlichungen (Auswahl)
- Im Autorenkollektiv: Militärisches Geowesen der DDR. Leistungen und Produkte des Militärtopographischen Dienstes. In: Gerald Gnaser, Bundesministerium für Landesverteidigung (Hrsg.): Schriftenreihe des Militärischen Geowesens, Nr. 41, Wien 2012
- Die militärtopographische Ausbildung in der NVA. In: Gerhard L. Fasching (Leiter Autorenkollektiv), Peter Bauer, Hans-Ludwig Ewert, Werner Gillessen, Thomas Palaschewski, René Pfahlbusch, Herbert Scharlo, Roland Schunk, Klaus Schwerdtfeger: Militärisches Geowesen der DDR. Militärgeographie, Militärtopographie, Militärhydrographie, Militärtopographischer Dienst, Seehydrographischer Dienst, topographische Karten, Spezial- und Seekarten in der Deutschen Demokratischen Republik, von den Anfängen bis zur Wiedervereinigung. In: Gerhard L. Fasching, Bundesministerium für Landesverteidigung (Hrsg.): Schriftenreihe des Militärischen Geowesens, Nr. 20, Wien 2006
- mit Gerhard L. Fasching und René Pfahlbusch: Dokumente des Vorschriftenwesens, Lehrbücher und Lehrbehelfe. In: Gerhard L. Fasching (Leiter Autorenkollektiv), Peter Bauer, Hans-Ludwig Ewert, Werner Gillessen, Thomas Palaschewski, René Pfahlbusch, Herbert Scharlo, Roland Schunk, Klaus Schwerdtfeger: Militärisches Geowesen der DDR. Militärgeographie, Militärtopographie, Militärhydrographie, Militärtopographischer Dienst, Seehydrographischer Dienst, topographische Karten, Spezial- und Seekarten in der Deutschen Demokratischen Republik, von den Anfängen bis zur Wiedervereinigung. Bundesministerium für Landesverteidigung (Hrsg.): Schriftenreihe des Militärischen Geowesens, Nr. 20, Wien 2006
- ABC Kartenkunde. Stichworte zu Gelände und Informatik. (Hrsg.) VEB F. A. Brockhaus Verlag, Leipzig 1983;
- Untersuchungen zur Projektierung einer Datenbank Gelände zur Erfassung und Darstellung operativ-taktischer Eigenschaften des Geländes. Dissertation B (Dr. sc. techn.) in 3 Teilen: (1) Bedingungen und Grundlagen für die Schaffung einer Datenbank Gelände, (2) Quantifizierung von indirekten Geländeinformationen für die Automatisierung der Truppenführung durch die Methode der statistischen Abbildung des Geländes, (3) Vorstellungen über die Anwendung von statistischen Geländeinformationen in automatisierten Systemen der Truppenführung. Militärakademie, Dresden 1980.
- Informationstheoretische Probleme der Abbildung von operativ-taktischen Objekten der Erscheinungen. In: Dieter Feige: Eine neue Methode zur Lösung des Transportzeitproblems. (Hrsg.) Militärakademie „Friedrich Engels“: Schriften der Militärakademie „Friedrich Engels“ der Nationalen Volksarmee, Heft 142, Dresden 1976, 107 S.
- Die topographisch-geodätische Sicherstellung von Kampfhandlungen. Studienmaterial, Militärakademie „Friedrich Engels“, Dresden 1973.
- Betrachtungen von Zusammenhängen zwischen Gelände und Gesellschaft für geodätische und kartographische Zwecke. In: Kombinat Geodäsie und Kartographie Leipzig, Informationszentrum Wissenschaft und Technik (Hrsg.): Arbeiten aus dem Vermessungs- und Kartenwesen der DDR, Band 30, Leipzig 1973, 94 S.
- Gelände und modernes Militärwesen. (Hrsg.) Militärakademie „Friedrich Engels“: Schriften der Militärakademie „Friedrich Engels“ der Nationalen Volksarmee, Heft 100, Dresden 1972, 76 S.
- Die Erfassung des Geländes und seines Einflusses auf Gefechtshandlungen für operativ-taktische Berechnungen mittels Elektronenrechenmaschinen. Dissertation A (Dr.-Ing.), Militärakademie „Friedrich Engels“, Dresden 1971.
- Mit Anderen: Militärlexikon. 60 Begriffe zur Militärtopographie. (Hrsg.) Deutscher Militärverlag, Berlin 1971.
- Die mathematische Erfassung des Geländes für Marschberechnungen mittels Elektronenrechenmaschinen. Forschungsbericht, Militärakademie „Friedrich Engels“, Dresden 1969.
- Beurteilung des Geländes. Vorabdruck des 7. Kapitals eines neuen Lehrbuches der Militärtopographie (Zur Verwendung in der NVA). (Hrsg.) Militärakademie „Friedrich Engels“: Dresden 1968, 41 S.
- Das Gelände und seine taktischen Eigenschaften. (Zur Verwendung in der NVA). (Hrsg.) Militärakademie „Friedrich Engels“: Dresden 1968, 57 S.
- Topographische Karten der NATO. Vorabdruck des 10. Kapitals eines neuen Lehrbuches der Militärtopographie (Zur Verwendung in der NVA). (Hrsg.) Militärakademie „Friedrich Engels“: Dresden 1968, 37 S.
- mit Anderen: Militärtopographie. Lehrbuch für Offiziere. Leitung des Autorenkollektivs und Kapitel 4, 6, 7 und 8 sowie Tabellenanhang. (Hrsg.) Verlag des Ministeriums für Nationale Verteidigung / Deutscher Militärverlag: 1. und 2. Aufl., Berlin 1960 und 1962, 315 S. bzw. 340 S.
- Militärtopographie. Lehrbuch für Unteroffiziere. Zusammengestellt und bearbeitet unter Verwendung des sowjetischen Lehrbuchs „Voennaja topografija“".  (Hrsg.) Deutscher Militärverlag: Überarbeitet und erweitert in der 2., 4. und 5. Auflage, Berlin 1958, 1961 und 1963, 217 S.
- Militärtopographie. Lehrbuch für Unteroffiziere. Zusammengestellt von Wilhelm Hudasch und überarbeitet von Hans-Ludwig Ewert unter Verwendung des sowjetischen Lehrbuchs „Voennaja topografija“". (Hrsg.) Verlag des Ministeriums für Nationale Verteidigung: 3., überarbeitete und erweiterte Auflage, Berlin 1959, 255 S.
- Lehrbuch „Militärtopographische Ausbildung“, Dienstvorschrift der NVA, Kapitel 1, 7 und 10.